# Doelsoort

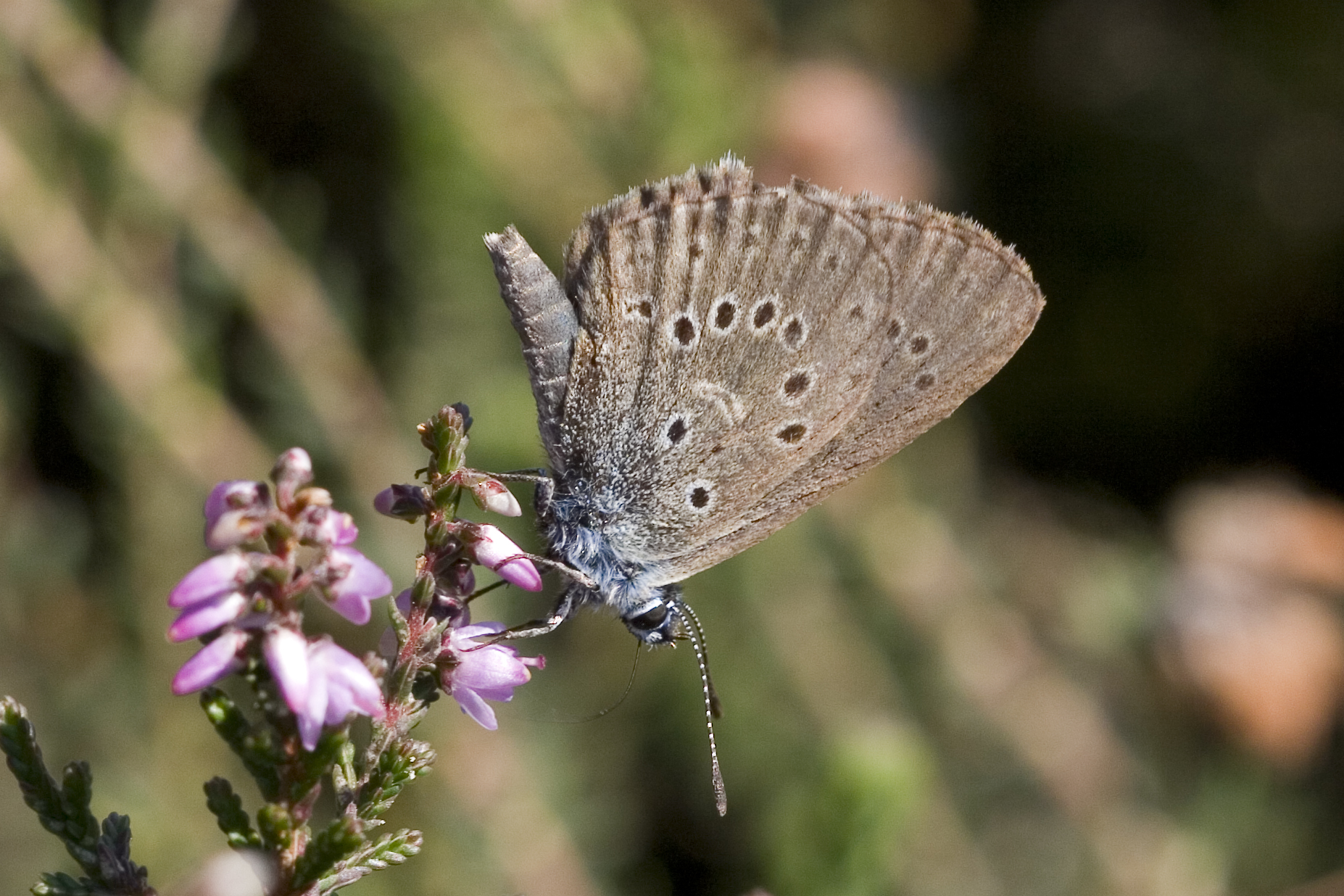
gentiaanblauwtje, doelsoort in Nederland

Een doelsoort is een biologische soort waarop natuurbeleid gericht is.

## Ontstaan
In de jaren 1980 vonden enkele overheden, waaronder de Nederlandse overheid, dat de doelen voor het natuurbeleid te vaag waren geformuleerd en dat daardoor noch de juiste maatregelen, noch de voortgang goed bepaald kon worden.
Daarom zijn een aantal zogenaamde doelsoorten vastgesteld. Door na te gaan hoe de ontwikkeling van de doelsoorten is, kan worden nagegaan hoe effectief het beleid is en welke aanvullende maatregelen eventueel nodig zijn.  
Criteria in Nederland voor een doelsoort zijn: deze is bedreigd, zeldzaam en van internationaal belang. Ook in Vlaanderen heeft de overheid doelsoorten vastgesteld.
Op enig moment is het aantal doelsoorten in Nederland beperkt tot circa 70 soorten, te weten die diersoorten waarvoor Nederland internationale verplichtingen is aangegaan via de Europese Vogelrichtlijn en de Habitatrichtlijn. Volgens deze richtlijnen moet Nederland er voor zorgen dat de “Staat van Instandhouding” van deze soorten ten minste gelijk blijft. Tot deze doelsoorten behoren bepaalde amfibieën, insecten, vogels, vissen en sommige groepen zoogdieren (knaagdieren, marterachtigen en vleermuizen).

## Natuurdoeltypen
Behalve doelsoorten heeft in Nederland het Ministerie van Landbouw, Natuur en Voedselkwaliteit zogenaamde natuurdoeltypen vastgesteld, typen natuur waarop het natuurbeleid gericht is. Een natuurdoeltype is een nagestreefde combinatie van abiotische en biotische kenmerken. Een natuurdoeltype kan bijvoorbeeld zijn: "droog kalkrijk duingrasland", "kwelder, slufter en groen strand", "droge duinheide" en "akker van basenrijke gronden". Doelsoorten kunnen zijn verbonden met een of enkele natuurdoeltypen.
Zo geldt het gentiaanblauwtje als doelsoort in het natuurbeleid op grond van het internationale belang, het achteruitgaan van de populatie en de zeldzaamheid. In het Nederlandse Handboek Natuurdoeltypen wordt het gentiaanblauwtje als doelsoort genoemd voor de volgende natuurdoeltypen: 
- Hoogveenlandschap
- Nagenoeg natuurlijk zand- en beekdallandschap
- Begeleid-natuurlijk zandlandschap
- Nat schraalgrasland
- Natte heide

Te nemen maatregelen voor deze soort kunnen bijvoorbeeld zijn het aanpassen van de waterstand in een gebied, het aanleggen van een amfibieëntunnel of een wildwissel.